# Германская оккупация Эстонии (1918)

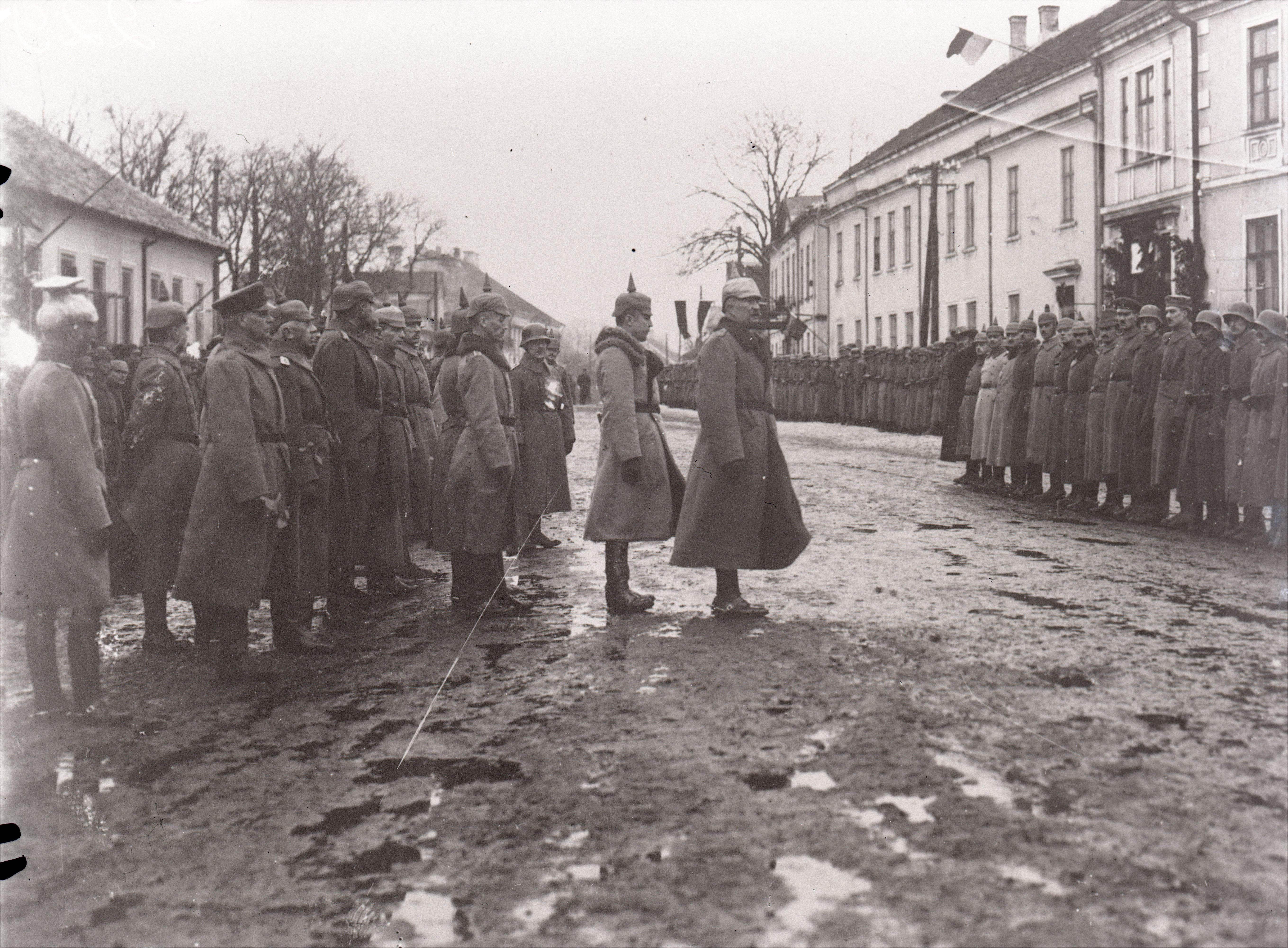
Парад германских войск в Аренсбурге, 1918 год

Германская оккупация Эстонии — оккупация войсками Германской имперской армии территории Эстонии, произошедшая в октябре 1917 года — ноябре 1918 года.
В ходе боёв 11—21 октября 1917 года силы германской армии заняли Моонзундский архипелаг, в состав которого входили острова Эзель, Даго и Моон. С целью склонить российское правительство большевиков к подписанию сепаратного мирного договора 18 февраля 1918 года немцы высадились в материковой части Эстонии и 21 февраля взяли Гапсаль. 22 февраля в их руках уже находились Валк, Пернов и Феллин, 24 февраля — Юрьев. 25 февраля немецкие войска заняли Ревель (Таллин). Последним городом, занятым германцами, стала Нарва, оккупированная 4 марта, в результате чего и Эстонская Республика, провозглашённая 24 февраля 1918 года, и власть красногвардейцев были ликвидированы.
5 марта 1918 года отряд красноармейцев начал отступление за реку Нарву. 28 февраля в Таллин прибыл генерал-лейтенант Адольф фон Cекендорф. Его назначили представителем германской оккупационной администрации.
В 1918 году вся территория Эстонии, а также Курляндия, Лифляндия, остров Эзель и город Рига, вошли в состав области Обер-Ост.

## Предпосылки

### Эстония в годы Первой мировой войны
В годы Первой мировой войны в рядах Русской императорской армии служили около 100 000 эстонцев, из которых погибли в боях 10 000 человек. Несмотря на расквартирование большей части эстонских полков в Эстонии, Лифляндии, Курляндии и на северо-востоке России, эстонцам удалось принять участие в боях на всех фронтах.
Линия фронта проходила по территории страны. На кораблях, находившихся у причалов прибрежных городов, и в эстонских национальных частях по состоянию на 1917 год служили около 200 000 человек. Большая часть из них числилась на службе в укреплениях Морской крепости Петра Великого. Также они работали на предприятиях Таллина, производивших корабельные орудия и боеприпасы.
Первая мировая война оказала большое влияние на жизнь населения Эстонии и её экономику. Увеличились во много раз цены на продукцию различного рода, произошло обесценивание валюты, популярность стал набирать чёрный рынок (главным образом — товары первой необходимости). Серьёзно ощущалась нехватка соли, сахара, нефти, одежды, изготавливаемой из льна и пр., в результате чего пришлось ввести карточки на еду. Бо́льшая часть трудоспособного мужского населения работала на предприятиях, вследствие чего земли сельскохозяйственных районов остались необработанными. Серьёзный удар по сельскому хозяйству также нанесла нехватка лошадей и крупного рогатого скота. Однако, в отличие от крупных российских городов, голод в Эстонии практически не ощущался.
В начале войны на территории страны законсервировалось большинство предприятий, в том числе химический завод «Рихард Майер», киоски Лаакманна, в которых продавалась печатная продукция. В Пярну спешно отступающими красными войсками был взорван завод Вальдхофа. После закрытия заводов увеличилось число безработных, однако в связи с необходимостью обработки земли в сельской местности и производства боеприпасов и т. п., её вскоре удалось ликвидировать. В 1917 году началась эвакуация заводского оборудования и имущества Юрьевского университета в Россию.
К концу 1917 года был введён запрет на употребление немецкого языка в общественных местах Эстонии. Вскоре после этого был положен конец издательству всех газет на немецком языке. Однако наибольший урон балтийским немцам нанесло закрытие немецких школ.

#### Вооружённые действия в Эстонии
В 1911 году с целью предотвращения подхода к Петрограду вражеских военных кораблей в прибрежных районах Эстляндии и Финляндии началось возведение оборонительных сооружений, которые получили название «Морская крепость Императора Петра Великого». К 1917 году планировалось соорудить 57 прибрежных батарей, на вооружении которых находились пушки, 13 зенитных батарей и ряд баз для гидропланов. В местах возможной высадки противника были возведены заграждения с колючей проволокой и вырыты окопы. К тому же, при содействии русских кораблей в море установили 38 500 мин, из которых 10 000 — в Ирбенском проливе.
Численность контингента солдат, дислоцировавшегося на островах Моонзундского архипелага, в 1917 году составила около 15 000 человек. Позже там высадились ещё 7000 человек, в том числе военнослужащие 2-го батальона 1-го эстонского полка. Войска находились под командованием контр-адмирала Дмитрия Свешникова, разработку планов осуществлял начальник штаба капитан Николай Реэк. В Балтийском заливе дислоцировались два ранее показавшие себя в бою броненосца («Слава» и «Гражданин»), 3 крейсера, 33 эсминца и ряд менее крупных судов, находившиеся под командованием вице-адмирала Михаила Бахирева.

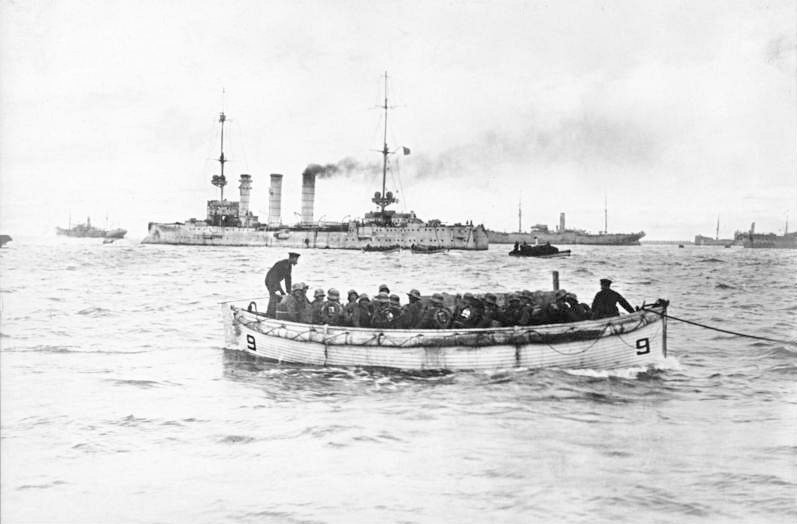
Высадка германских войск на остров Эзель

12 октября 1917 года высадкой германских войск на острове Эзель началась операция «Альбион», продолжавшаяся в течение 5 дней. Немцами командовал генерал Гуго фон Катен, в его распоряжении находился 23-й резервный корпус. Также в операции принимала участие 42-я пехотная дивизия генерал-лейтенанта Людвига фон Эсторфа. В операции планировалось задействовать крейсер «Мольтке», 10 военных кораблей, 9 крейсеров, 58 эсминцев и 6 подводных лодок, также 181 резервный корабль и 124 моторных лодки. Флотом командовал вице-адмирал Эрхард Шмидт. В операции участвовали 24 600 офицеров и солдат, в распоряжении которых были 8500 лошадей, 2500 телег, 40 пушек, 220 пулемётов и 80 мортир.
Германским войскам, которым не было оказано серьёзного сопротивления со стороны разлагавшейся русской армии, удалось в короткие сроки занять архипелаг. Несмотря на попытку патриотически настроенных офицеров организовать сопротивление, многие солдаты с поднятыми вверх флажками из белой материи сдались в плен. Даже резервный контингент войск, прибывший на острова с материковой части Эстонии, не смог воспрепятствовать дальнейшему продвижению немцев. В ходе операции были убиты всего лишь 184 германца, 20 000 русских воинов взяты в плен, захвачено большое количество боеприпасов и орудий.
После взятия островов архипелага и дальнейших успешных действий флота в Балтийском море планировалось начать наступление в районе Санкт-Петербурга с целью его захвата, но в результате революционных потрясений в России и Германии этот план стал неосуществимым.

### Революция 1917 года
1917 год был ознаменован третьей годовщиной со дня вступления России в Первую мировую войну. Огромные потери и отступление с ранее занятых территорий повлияли на увеличение численности пацифистов, большая часть солдат и около 50 % мирного населения жаждали немедленного прекращения военных действий. Нескончаемые демонстрации в Петрограде оказали воздействие на усиление напряжённого положения в стране, в результате чего в конце февраля 1917 года произошла Февральская революция. Император Николай II был вынужден отречься от престола, и власть перешла в руки Временного правительства.
Однако Россия продолжала вести военные действия. По указаниям Временного правительства даже предпринимался ряд наступлений, окончившихся неудачей. Национальные меньшинства, к примеру эстонцы, начали выступать с требованиями о предоставлении их народам автономии и независимости. В марте—апреле 1917 года часть Лифляндской губернии (земли современной Эстонии) вошла в состав Эстляндской губернии, к управлению которой пришёл недавно назначенный губернатор. 5 июня был провозглашён Временный земский совет Эстляндии.
В годы войны Германия, осуществлявшая финансирование российских революционеров, предпринимала попытки дестабилизировать ситуацию в стране, с целью вывода России из войны. Одной из наиболее радикальных партий являлась партия большевиков во главе которой стоял В. И. Ленин, выступавший с требованиями о заключении мира, передачи в руки крестьян земли и наделения их хлебом. В результате Октябрьской революции в ноябре 1917 года власть перешла от Временного правительства в руки большевиков. Уже в конце ноября 1917 года боевые действия на Восточном фронте сошли на нет. Однако переговоры в Брест-Литовске ни к чему не привели, и германские войска начали наступление на Восточном фронте. Русские солдаты, деморализованные и не имеющие возможности вести боевые действия, отступали, практически не оказывая сопротивления. В течение нескольких дней немцы оккупировали территорию Эстляндии, северную часть Лифляндии, Белоруссию и Украину. 3 марта 1918 года правительство Ленина было вынуждено заключить Брестский мир. Военные действия против Советской России, терявшей большие территории, прекращались.

### Части эстонской национальной гвардии
В марте 1917 года после начала революционных событий в России в Эстонии началось формирование национальных частей. К концу года в руках у эстонцев уже находилось 4 пехотных полка, резервный батальон, инженерная рота и артиллерийская бригада. В октябре 1917 года в состав только что сформированной 1-й эстонской дивизии вошли все вышеприведённые подразделения. Командующим дивизией был назначен подполковник Йохан Лайдонер, сотрудник генерального штаба, начальником штаба дивизии — Яан Соотс. Большая часть эстонских офицеров и солдат, уже бывалых бойцов, состояли на службе в национальных частях, первых вооружённых формированиях эстонской армии в годы войны за независимость.

## Германская оккупация
После Октябрьской революции представители партий, имевших право голоса в Земском совете Эстляндии, в связи с развёртыванием красного террора усомнились в возможности создания демократического государства Россия и решили действовать иным образом, позволившим бы Эстонии выбрать свой путь дальнейшего развития. К концу декабря 1917 года был представлен проект, который предусматривал ликвидацию большевиков и создание Российского Союза, альянса скандинавских государств, а также начало сотрудничества Финляндии и Эстонии. Однако, правительства стран Скандинавского полуострова и Финляндии не решались идти на сотрудничество с Эстонией и Прибалтикой, и Советская Россия предприняла попытки наверстать упущенное.
После заключения Брест-Литовского сепаратного мирного договора германские войска начали наступление в Прибалтике, в результате чего эстонцам пришлось немедленно принимать решение, касающееся провозглашения независимости. 24 декабря совет старейшин Земского совета Эстляндии в связи с занятием всё новых и новых территорий немцами поставило задачу создать независимое Эстонское государство. 24 февраля 1918 года на собрании комитета спасения (эст. Päästekomitee) Эстония была провозглашена независимым государством. 

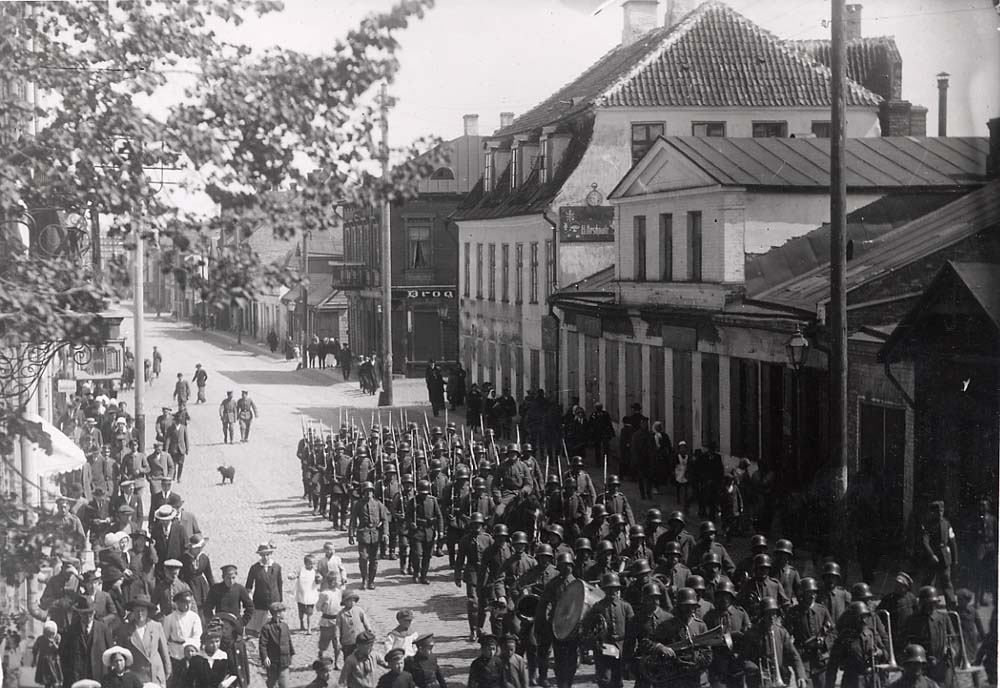
Парад германских войск в Тарту, 1918 год

Однако в эти же дни немцы уже захватили Южную и центральную Эстонию, а 25 февраля захватили Таллин и подняли на башне «Длинный Герман» свой флаг. Таким образом, независимость Эстонии просуществовала только один день. 3 марта вся Эстония оказалась под властью немцев. Руководителем оккупационной администрации стал генерал Адольф фон Секендорф. Были распущены эстонские воинские части, работы учреждений и вузов переведены на немецкий язык, закрыты эстонские общества и многие эстонские газеты, запрещены эстонские партии. Руководителями горуправ, уездов и административных округов стали немцы. Для германизации Прибалтики планировалось заселить Эстляндию и Лифляндию немецкими колонистами.